# Angeli nell'arte

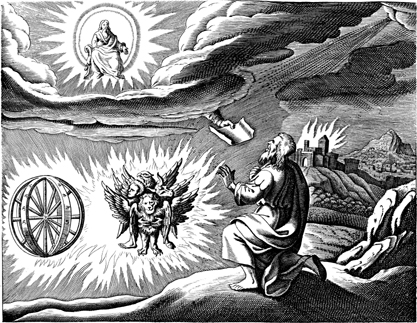
La visione del carro di Ezechiele, Matthaeus Merian (1593–1650), mostra diversi tipi di creature angeliche.

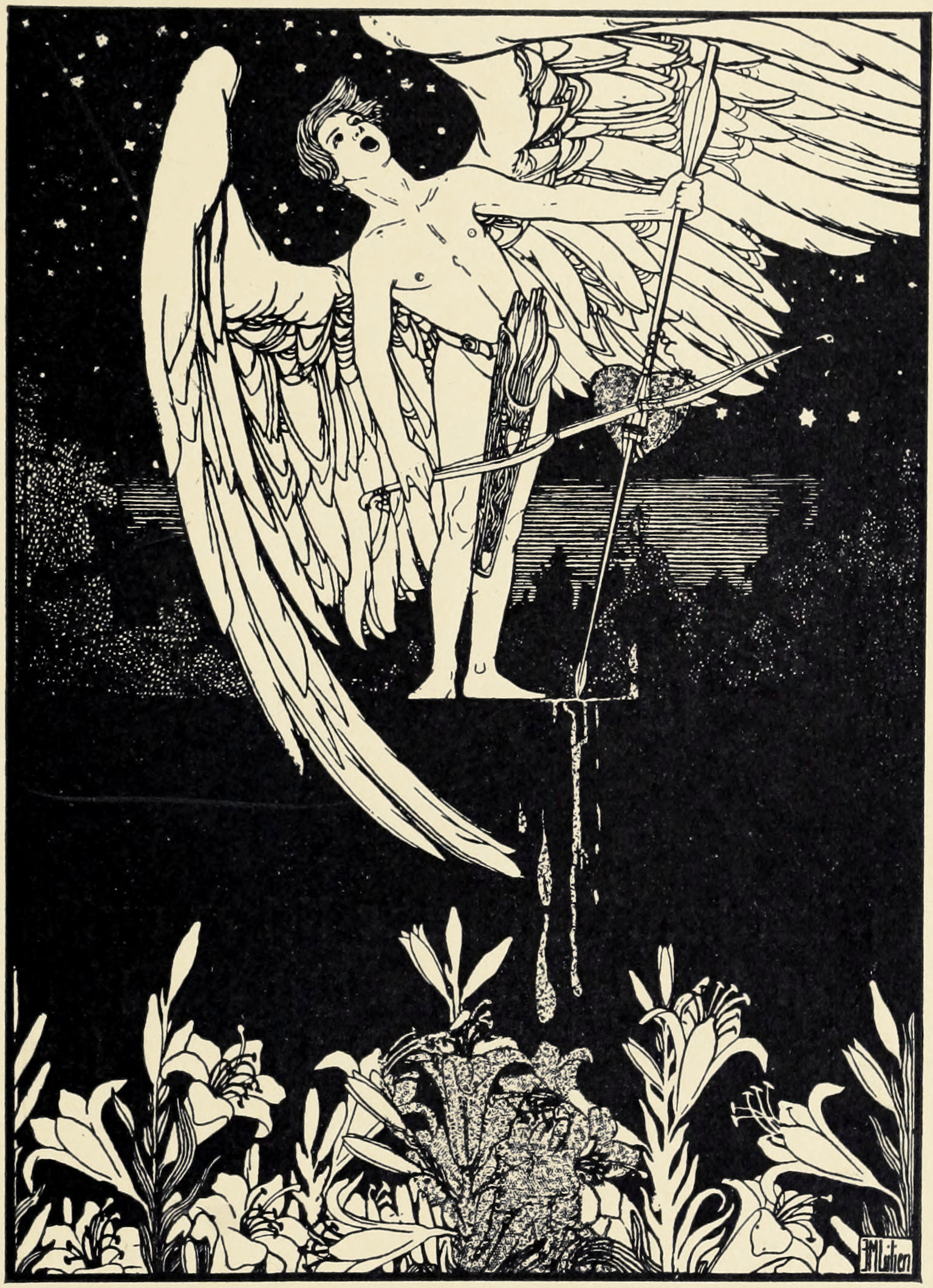
Auf zarten Saiten, Ephraim Moses Lilien, 1900

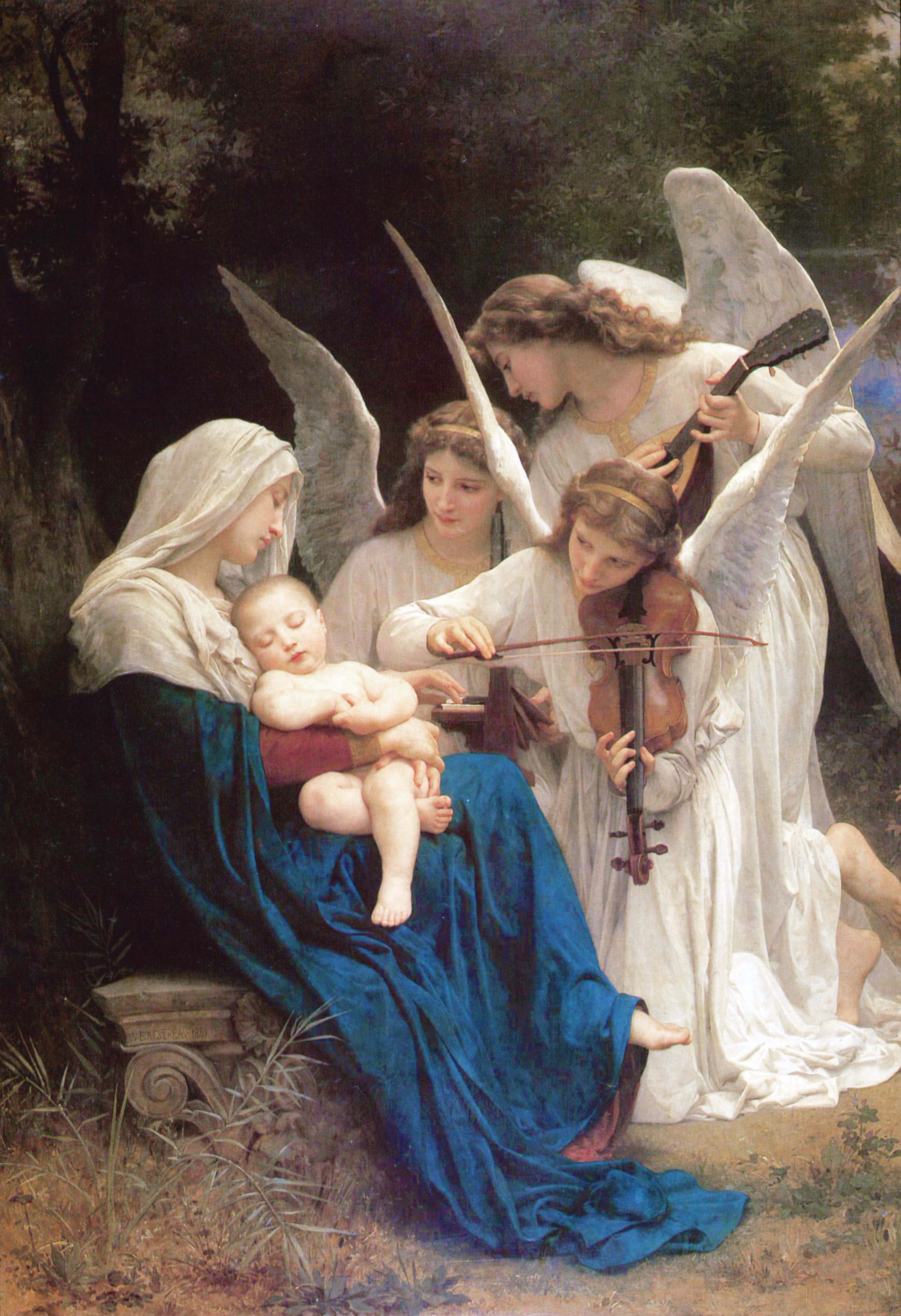
La canzone degli angeli, William-Adolphe Bouguereau, 1881

Gli angeli sono stati un soggetto popolare dei dipinti e delle sculture bizantine ed europee sin dai tempi dell'arte paleocristiana.
Nell'arte cristiana e in quella islamica sono entità di bell'aspetto, con l'eccezione delle creature viventi della Bibbia (che hanno caratteristiche bestiali), degli Ophanim (che sono ruote non antropomorfe) e dei cherubini (che hanno caratteristiche musive).
Per quanto riguarda la teologia, sono esseri spirituali che non mangiano né espellono e non hanno sesso. Talvolta, l'abbigliamento o le azioni caratterizzano l'appartenenza al genere maschile o femminile, ma fino al XIX secolo, anche l'aspetto più femminile normalmente mancava dei sen,  e le figure dovrebbero normalmente essere considerate senza genere.  Nell'arte ottocentesca, in particolare nell'arte funeraria, questa convenzione tradizionale fu talvolta abbandonata.

## Arte cristiana

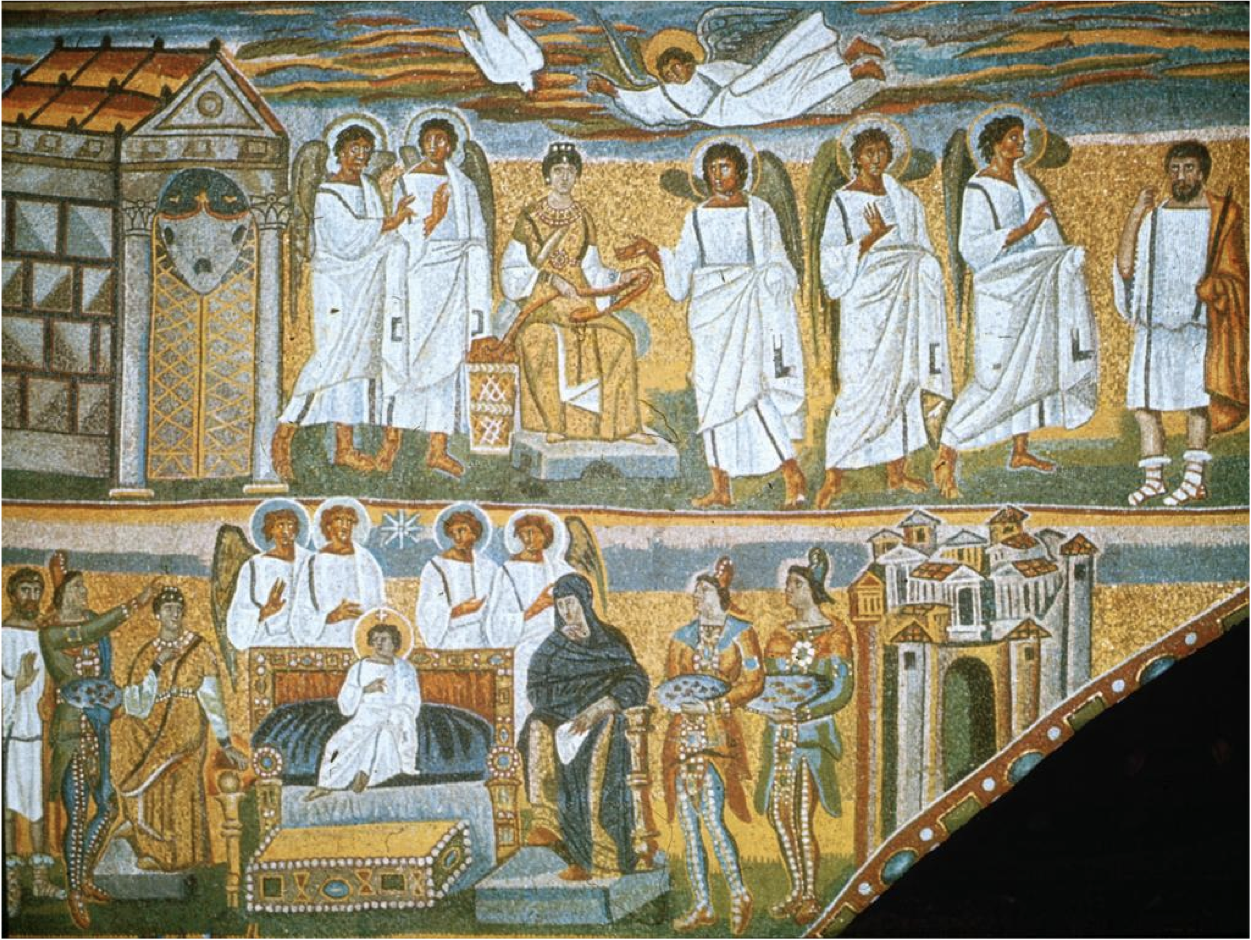
Angeli alati in toga, Basilica di Santa Maria Maggiore, Roma, 432-440.

### Chiesa primitiva
Poiché gli angeli sono definiti come puri spiriti, di norma invisibili e incorporei, la mancanza di una forma definita consentì agli artisti un ampio margine di libertà creativa. Daniel 8:15 descrive Gabriele che appare a "somiglianza d'uomo" e in Daniele 9:21 è indicato come "l'uomo Gabriele". Tali descrizioni antropomorfiche di un angelo sono coerenti con quell di Genesi 19:5, fra le altre. Di solito, gli angeli erano raffigurati nella forma di giovani uomini.
La prima immagine cristiana conosciuta di un angelo, nel Cubicolo dell'Annunziazione delle Catacombe di Priscilla, datata alla metà del III secolo, è una raffigurazione dell'Annunciazione in cui Gabriele è ritratto senza ali. Rappresentazioni di angeli su sarcofagi e su oggetti come lampade e reliquiari di quel periodo li mostrano non alati, come ad esempio l'angelo nella scena del Sacrificio di Isacco nel Sarcofago di Giunio Basso.
In un affresco del III secolo dei fanciulli ebrei nella fornace, nel cimitero di S. Priscilla, una colomba prende il posto dell'angelo; in un'altra rappresentazione del IV secolo dello stesso soggetto, nel coemeterium majus, si sostituisce la Mano di Dio con il messaggero celeste.
La prima rappresentazione conosciuta di angeli con le ali si trova in quello che viene chiamato il Sarcofago del Principe, scoperto negli anni '30 a Sarigüzel, vicino a Istanbul, e attribuito all'epoca di Teodosio I (379-395). Gli angeli alati in volo, molto spesso in coppia ai lati di una figura o soggetto centrale, presentano analogie con le coppie di Vittorie alate dell'arte classica.
In questo stesso periodo, san Giovanni Crisostomo spiegava il significato delle ali degli angeli: «Esse manifestano una sublimità della natura. Per questo Gabriele è rappresentato con le ali. Non che gli angeli abbiano le ali, ma perché tu sappia che lasciano le altezze e la dimora più elevata per avvicinarsi alla natura umana. Di conseguenza, le ali attribuite a questi poteri non hanno altro significato che indicare la sublimità della loro natura".
Da allora in poi l'arte cristiana rappresentò generalmente angeli con le ali, come nel ciclo di mosaici della Basilica di Santa Maria Maggiore (432-440). Gli angeli con molte ali, spesso con solo il volto e le ali in mostra, sono di solito sono mostrati solo in contesti celesti e appaiono nei pennacchi delle cupole o semicupole delle chiese.

### Arte bizantina

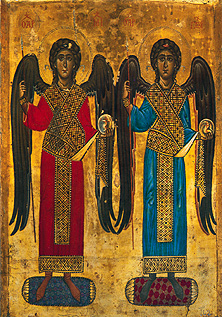
Icona del XII secolo degli arcangeli Michele e Gabriele che indossano il loros delle guardie imperiali..

Nell'Arte bizantina, gli angeli appaiono nei mosaici e nelle icone. Gli artisti furono parzialmente ispirati da figure greche alate come la divinità mitologica Vittoria, attingendo anche dall'iconografia imperiale.
Gli eunuchi di corte potevano raggiungere posizioni di autorità nell'Impero. Svolgevano funzioni cerimoniali e servivano come fidati messaggeri. Amelia R. Brown sottolinea che la legislazione sotto Giustiniano indica che molti di loro provenivano dal Caucaso, avendo occhi, capelli e pelle chiari, così come "lineamenti avvenenti e corpi raffinati", desiderati dai mercanti di schiavi. Quelli che erano "castrati durante l'infanzia sviluppavano una struttura scheletrica distintiva, mancavano di muscolatura maschile completa, peli sul corpo e barba..." Come funzionari, indossavano una tunica bianca decorata d'oro. La Brown suggerisce che "gli artisti bizantini hanno attinto, consapevolmente o meno, a questa iconografia dell'eunuco di corte".
Daniele 10: 5–6 descrive un angelo vestito di lino e cinto d'oro. Nella tarda antichità, gli angeli, e l'arcangelo Michele in particolare, venivano mostrati con indosso uniformi militari coeve. Questo poteva essere il normale abito militare, con tunica all'altezza delle ginocchia, corazza e pteruges, ma spesso anche l'abito proprio della guardia del corpo dell'imperatore bizantino, con una lunga tunica e il loros, un lungo pallio d'oro e gemmato, che era presente pure nelle icone agli arcangeli. L'abito militare di base si ritrova ancora nelle immagini del barocco occidentale, e fino all'età moderna nelle icone ortodosse orientali. Altri angeli vennero convenzionalmente raffigurati in lunghe vesti.

### Arte medievale
L'iconografia medievale mutuò elementi dell'arte bizantina. Nel dipinto francese le Ore di Anna di Bretagna, Gabriele indossa una dalmatica. Nel tardo Medioevo, gli angeli indossano spesso i paramenti del diacono, un piviale sopra una dalmatica, in particolare Gabriele nelle scene dell'Annunciazione - ad esempio l'Annunciazione di Jan van Eyck. Ciò indicava che, nonostante tutti i loro poteri, non potevano operare In persona Christi, non avendo un corpo umano laddove invece Cristo è vero Dio e vero Uomo, e quindi nemmeno celebrare l'Eucaristia; in questo senso, essi erano superati da ogni sacerdote, rafforzando il prestigio del clero.
Nell'arte paleocristiana, quasi invariabilmente venivano adottate vesti bianche, a volte legate con la "cintura d'oro" dell'Apocalisse. Durante il periodo medievale, gli angeli anziani erano spesso vestiti di tutti i colori brillanti, mentre i ranghi minori indossavano il bianco. Pittori del primo Rinascimento come Jan van Eyck e Beato Angelico dipinsero angeli con ali multicolori. Le raffigurazioni di angeli arrivarono a combinare nozioni estetiche medievali con ideali femminili di grazia e armonia, come nel Battesimo di Cristo del 1435 di Panicale.

### Rinascimento

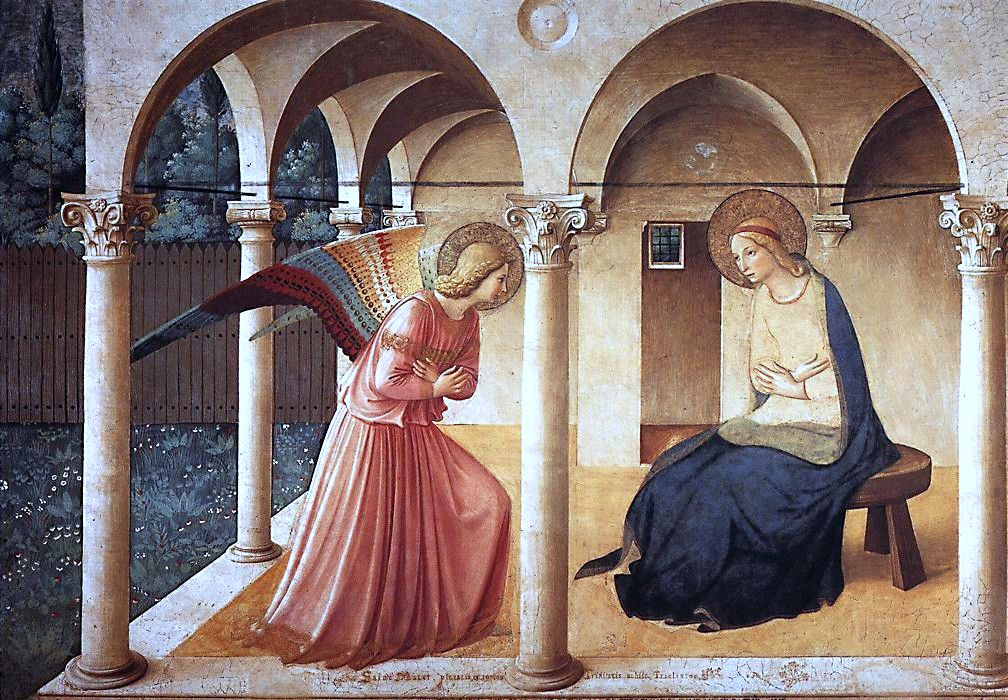
Fra Angelico, L'Anunciazione, 1437–1446

I classici eroti e putti riapparvero nell'arte sacra e mitologica del Rinascimento italiano, spesso assimilati all'alto rango dei cherubini. Normalmente appaiono in gruppi e generalmente ricevono ali nell'arte religiosa, e talvolta sono rappresentate solo con una testa alata. In genere, sono raffigurati da soli, tranne quando divertono e giocano con Gesù Bambino o con Giovanni Battista nelle scene della Sacra Famiglia.

### Arte vittoriana
Alla fine del XIX secolo, la musa ispiratrice degli artisti Jane Burden Morris arrivò a incarnare un ideale di bellezza per i pittori preraffaelliti. Con l'uso dei suoi lunghi capelli scuri e dei lineamenti resi un po' più androgini, creò un prototipo di angelo vittoriano che sarebbe apparso nei dipinti e nelle vetrate colorate. Roger Homan osservò che Edward Burne-Jones e altri hanno usato la sua immagine spesso e in modi diversi, dando vita ad un nuovo tipo di angelo.

## Arte islamica
Gli angeli nell'arte islamica compaiono spesso nei manoscritti illustrati della vita di Maometto. Altre raffigurazioni comuni di angeli nell'arte islamica includono angeli con Adamo ed Eva nel Giardino dell'Eden, angeli che discernono i salvati dai dannati nel Giorno del Giudizio ovvero come motivo ornamentale ricorrente nei bordi o nei tessuti. L'iconografia islamica è simile a quela cristiana degli angeli alati, sebbene gli angeli islamici siano tipicamente mostrati con ali multicolori. Gli angeli, come l'arcangelo Gabriele, sono tipicamente raffigurati come maschi, il che è coerente con il rifiuto divino delle raffigurazioni angeliche femminili attestato in molteplici versi del Corano. Purtuttavia, le successive raffigurazioni di angeli nell'arte islamica risultarono più femminili e androgine.

### Angeli nei manoscritti
Il libro del XIII secolo Ajā'ib al-makhlūqāt wa gharā'ib al-mawjūdāt (Le meraviglie della creazione) di Zakariya al-Qazwini descrive l'angelologia islamica ed è in vari luoghi illustrato con molte immagini angeliche. Gli angeli sono tipicamente raffigurati con colori brillanti e vivaci, che conferiscono loro una insolita trasparenza ultraterrena. Mentre alcuni angeli sono indicati come "Guardiani del Regno di Dio", altri sono associati all'Inferno. Un manoscritto non datato della Biblioteca statale bavarese di Monaco include raffigurazioni di angeli ritratti sia da soli che accanto a uomini e animali. Gli angeli sono illustrati anche manoscritti dell'impero timuride e ottomano, ad esempio nel Libro timuride dell'ascensione del profeta Maometto (Mir'ajnama) e nel Siyer-i Nebi.

### Angeli nel Paradiso e all'Inferno

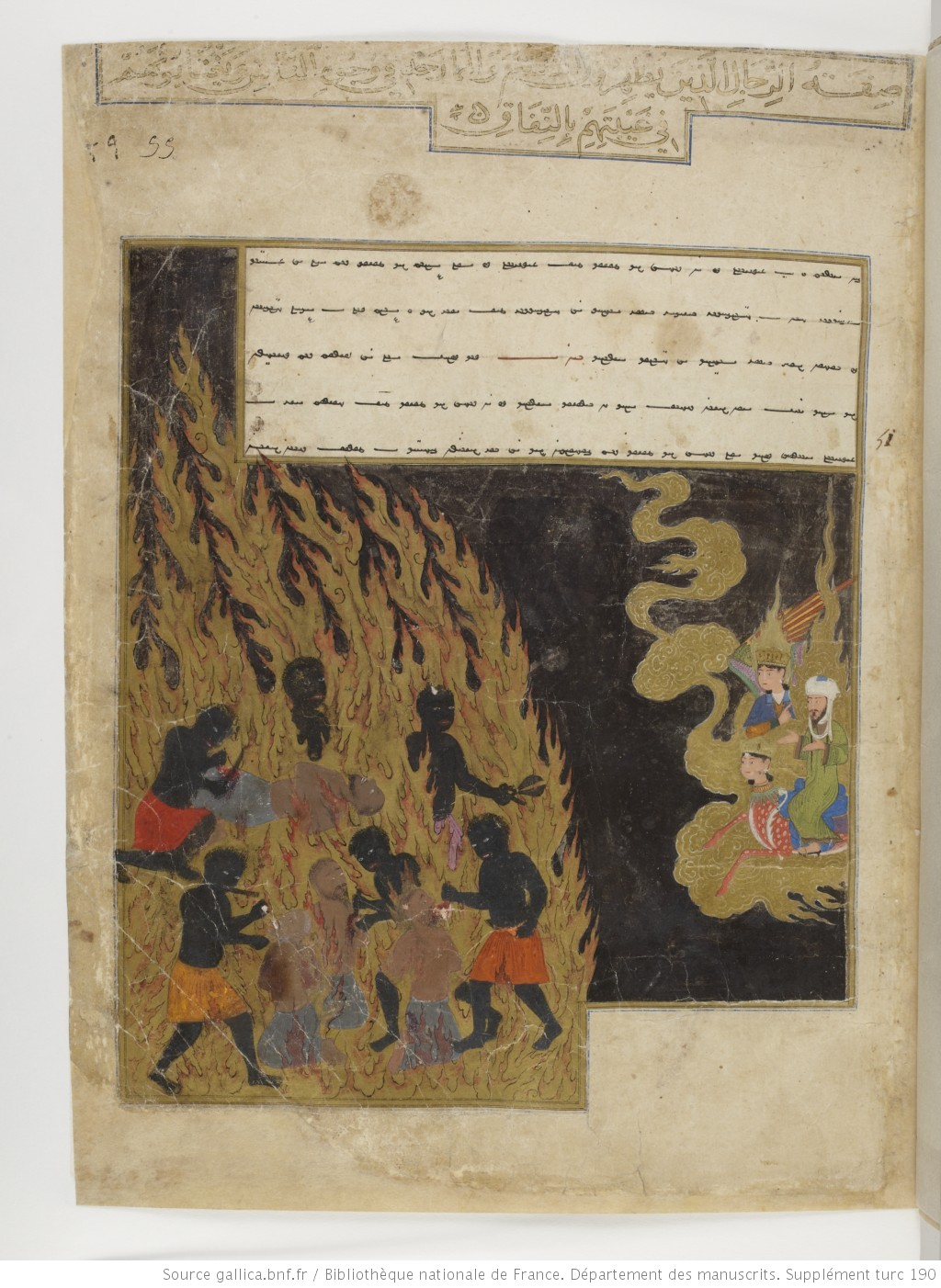
Zabaniya e la punizione degli ipocriti (taglio della carne) (dal Libro Timuride dell'Ascensione di Maometto, c. 1436).

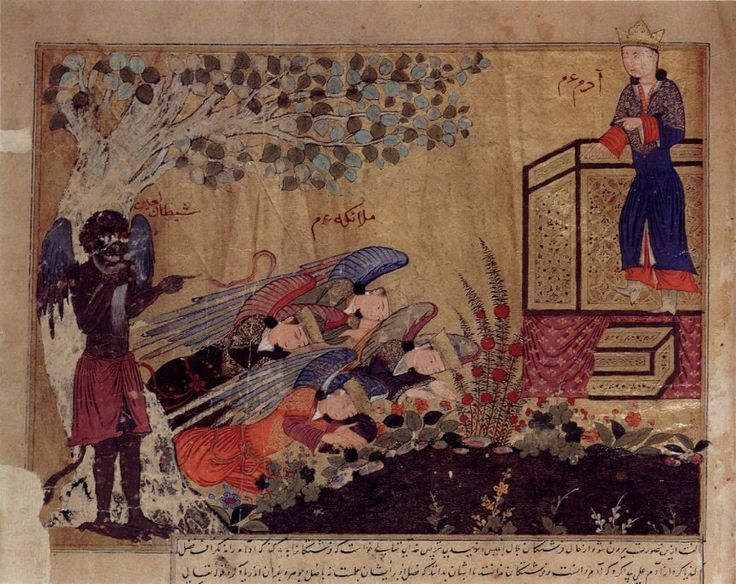
Manoscritto degli Annali di al-Tabari raffigurante Iblīs, gli angeli e Adamo (Palazzo di Topkapı, Istanbul).

Il Corano contiene molteplici riferimenti agli angeli in ruoli attivi e passivi. Nel racconto della creazione di Adamo, Dio annuncia agli angeli che intende creare l'uomo, che divengono testimoni di quest'atto. Sebbene ci siano molte versioni della storia, le fonti islamiche riferiscono che Dio usò la creazione di Adamo come punizione o prova per gli angeli. Pertanto, il ruolo degli angeli è spesso descritto come in opposizione all'uomo.
Un'altra creatura simile ad un angelo menzionata nel Corano (4:97, 32:11) è la zabāniya. Uno zabāniya è un angelo nero dell'Inferno che vi conduce le anime dei peccatori per punirli. Può essere visto nelle illustrazioni del Libro timuride dell'ascensione del profeta Maometto (1436 d.C. circa). Esistono diciannove zabāniya, guidati da Mālik, un angelo considerato il maestro del fuoco o il guardiano dell'Inferno.  Le categorizzazioni di Mālik e zabāniya come angeli sono controverse poiché alcuni credono che siano meglio descritte come spiriti o demoni. In realtà, le zabaniyya condividono molti tratti caratteristici dell'iconografia dei demoni nelle arti islamiche. Nel Libro dell'Ascensione, Maometto viene accolto da Mālik e in seguito assiste alla tortura dei peccatori eseguita dallo zabāniya.
Similmente, l'angelo caduto Iblīs viene mostrato durante il suo momento di rifiuto di prostrarsi davanti all'Adamo appena creato, fatto che portò al suo esilio nelle profondità infernali. Egli è raffigurato come una creatura mostruosa dalla pelle nera con corna e occhi fiammeggianti, in contrasto con la presentazione dei nobili angeli. Come segno del suo precedente status angelico rimangono solo le sue ali con i bordi bruciati.

### Angeli associati a Maometto

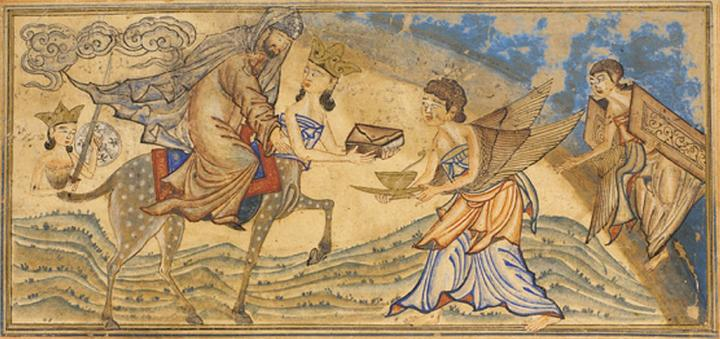
Maometto accanto ad al-Buraq, che tiene tra le mani un libro chiuso mentre la sua coda sembra trasformarsi in un angelo che brandisce uno scudo e una spada, viene avvicinato da due angeli, uno dei quali tiene una coppa d'oro su un piatto (da Jami al- Tawarikh, Il compendio delle cronache), c. 1307.

Sebbene le raffigurazioni di Maometto siano spesso proibite, le poche che esistono spesso includono immagini di angeli. In particolare, l'arcangelo Gabriele è spesso mostrato accanto a Maometto. Ad esempio, nel Libro timuride dell'Ascensione , l'arcangelo Gabriele appare a Maometto alla Mecca per annunciare la sua ascensione.  Gabriele è mostrato con le ali colorate e una corona, inginocchiato davanti a Maometto. Più avanti, Maometto e Gabriele incontrano un gruppo di angeli in Paradiso.
Nel Jami' al-tawarikh, una storia persiana del XIV secolo, Maometto è raffigurato accanto ad al-Buraq, la cui coda si trasforma in un messaggero celeste, mentre altri due angeli si avvicinano. Un manoscritto ottomano del XVI secolo del Siyer-i Nebi, un'epopea turca sulla vita di Maometto, include numerose raffigurazioni di Maometto accanto agli angeli.